# Canarische atalanta
De Canarische atalanta (Vanessa vulcania) is een vlinder uit de onderfamilie Nymphalinae en de familie Nymphalidae.
De soort komt voor op de Canarische Eilanden met uitzondering van Lanzarote, en op Madeira. Vroeger werd de soort gezien als ondersoort van Vanessa indica; sinds onderzoek van Leestman in 1992 wordt ze echter als soort opgevat.
De soort lijkt vrij veel op de atalanta. Het duidelijkste verschil zit in de oranje band op de voorvleugel, die met zwarte inkepingen en een zwarte vlek wordt onderbroken. De spanwijdte bedraagt 54 tot 60 millimeter.
De Canarische atalanta gebruikt Urtica morifolia en kleine brandnetel als waardplanten. De rups leeft verborgen tussen samengebonden blad. De soort vliegt het hele jaar door.